# Portishead (banda)
Portishead (/pɔːrtɪsˈhɛd/) es el nombre de un grupo musical británico, de tendencia trip hop, formado en Brístol en 1991.

## Historia
Portishead es un grupo musical británico creado en 1991 en la ciudad inglesa de Bristol. Son considerados como uno de los pioneros del género denominado trip hop, el cual no convence al grupo ya que, según expresan, esta es una forma de clasificar su música la cual es para ellos inclasificable. 
El grupo musical debe su nombre al pueblo homónimo, ubicado a quince kilómetros al oeste de Bristol, por la costa, el cual es el pueblo natal de Geoff Barrow. Portishead está formado por el propio Geoff Barrow, Beth Gibbons y Adrian Utley, aunque a veces había un cuarto miembro, Dave McDonald, como ingeniero en sus primeras grabaciones.
Tras el estreno del cortometraje To Kill a Dead Man, Portishead llegó a un acuerdo con la discográfica Go! Beat, la cual editaría su primer álbum Dummy en el año 1994.
Dummy no tuvo campaña de publicidad, aun así el álbum fue un éxito en Estados Unidos y en Europa. En la portada del álbum de estudio aparecen imágenes del cortometraje titulado To Kill a Dead Man. En ese primer álbum Portishead se definía como un dueto entre Geoff Barrow y Beth Gibbons, aunque poco después de publicar este álbum de estudio, Adrian Utley, quien había coproducido y coescrito el disco, pasaría a ser integrante oficial del grupo musical.
El álbum llegó a vender más de 4 millones de copias a nivel mundial y tuvo varios reconocimientos, como entrar en la lista de los mejores 500 álbumes de la historia según la revista Rolling Stone. Este disco también serviría para ser una clara definición del género trip hop.
La segunda entrega de Portishead, llegaría en 1997 bajo el mismo nombre del grupo. El sonido de este segundo álbum sería más suave que Dummy. El sencillo «All Mine» llegó al top 10 en UK. Además, se grabó un concierto con acompañamiento orquestal en Roseland, New York, del que se venderían copias en 1998. Posteriormente, publicaron también un video en formato VHS de la actuación, y más tarde en 2002, lo publicaron de nuevo en DVD añadiendo varios videos de sus conciertos.
En 2007, Portishead anunció que su tercer álbum titulado Third, llegaría pronto. Y fue en abril de 2008 cuando finalmente salió a luz el álbum. Third estuvo disponible una semana en la plataforma Last.fm, lo que sería la primera vez que la plataforma había puesto disponible a los oyentes un álbum antes de que saliese a la venta. En tan solo 24 horas, 327 mil personas ya se habían pasado por Last.fm para escuchar lo nuevo de Portishead.
Desde la entrega de Third, Portishead está trabajando en su próximo álbum y aseguran tener un proyecto cargado de grandes planes. En medio de todo esto lanzó la canción «Chase the Tear» en 2009 con motivo del Día de los Derechos Humanos para recaudar fondos para la Amnistía Internacional del Reino Unido.
Todos estos últimos años se ha presentado a diversos festivales presentando su música. También produjo una versión de la canción «SOS» de ABBA para la banda sonora de la película High-Rise. Posteriormente se le realizó un video oficial al cover que habían realizado en el que recontextualizó la canción a raíz del asesinato de Jo Cox, y con motivo también del voto Brexit. Dicho video finaliza con la cantante Beth Gibbons extendiendo su mano hacia los espectadores en lo que aparece una cita de Cox que dice: “Tenemos mucho más en común de lo que nos divide".

## Discografía

### Álbumes
- Dummy (1994, Go Beat).
- Portishead (1997, Go Beat).
- Third (2008, Island-Universal).

### En vivo
- Roseland NYC Live (1998, Go Beat).

### Recopilatorios
- Glory Times (1995).

### Sencillos
- De Dummy:
  - «Numb» (1994).
  - «Sour Times» (1994).
  - «Glory Box» (1995).
  - «Sour Times» (1995). Relanzamiento.

- De Portishead:
  - «All Mine» (1997).
  - «Over» (1997).
  - «Only You» (1998).

- De Third:
  - «Machine Gun» (2008).
  - «The Rip» (2008).
  - «Magic Doors» (2008).

### DVD
- Roseland NYC Live (1998).

## Galería
|                                       |
| Geoff Barrow - Roskilde Festival 2011 |

|                                       |
| Roskilde Festival 2011 - Orange Stage |

|                      |
| Primavera Sound 2008 |

|                 |
| Primavera Sound |

|                              |
| Portishead @ Primavera Sound |